# Angelina Crow
Angelina Crow (Budapest, 23 de junio de 1980) es una actriz pornográfica húngara especializada en técnicas de sexo anal.

## Biografía
Ingresó al mundo de las películas pornográficas en el año 2003 realizando cerca de 50 películas hasta el año 2006, cuando circularon sospechas de ser portadora del virus del VIH, sin embargo, esto no fue cierto.

## Filmografía parcial
2003:
- Christoph's Beautiful Girl's
- Desires of the Innocent #2
- Euro Girls Never Say No #3
- Fassinating 2 y 3
- Girls on Girls
- Look What's Up My Ass #3
- Puritan #47
- Tentazioni Perverse
- Unleashed

2004:
- Anal Expedition #4
- Anal Romance
- Ass Obsessed #3
- Cum In My Ass, Not In My Mouth #3
- Down Your Throat
- EXXXtraordinary Eurobabes #2
- Gaper Maker #2
- Les Babez #2
- Lusty Legs #2
- Mexican Lust 2010
- Mundarbeit
- Pleasures of the Flesh #11
- Pussies on View
- Rocco: Animal Trainer 1 y 18
- Russian Institute Lesson 1 y 2
- Sexual Compulsion
- Sport Babes #4
- Sport Fuckin #4
- Super Sluts
- Swank XXX Teens #1

2005:
- Anal Cavity Search #2
- Ass Wide Open #3
- Cumfever #1
- Cum Guzzlers #4
- Double Filled Cream Teen's #5
- DP Fever #3
- Girl & Girl #11
- Girls on Girls #4
- Lil Lezzy Prospects #7
- Out Numbered #4
- P.O.V. Centerfolds
- Sandy's Club #1
- Teen Tryouts Audition #40
- Teenage Jizz Junkies
- The Passion of the Ass #5
- Tic Tac Toe's

2006:
- Anal Asspirations #3
- Ass Traffic #3
- Assman #29
- Attrazioni Intime
- Filled To The Rim #2
- Girl Bang
- Porn Wars #2
- Sexy Santa
- Top Sex

## Premios
- 2005 - International Porn Awards Belgrade (Mejor revelación del año)